# برايتون فاسكيز
برايتون فاسكيز (بالإسبانية: Brayton Vázquez) هو لاعب كرة قدم مكسيكي، ولد في 5 مارس 1998 في سابوبان في المكسيك. لعب مع نادي أطلس.

## وصلات خارجية
- برايتون فاسكيز على موقع قاعدة بيانات كرة القدم.إي يو (الإنجليزية)
- برايتون فاسكيز على موقع Soccerway.com (الإنجليزية)
- برايتون فاسكيز على موقع عالم كرة القدم.نت (الإنجليزية)